# Festival di Cannes 1985
La 38ª edizione del Festival di Cannes si è svolta a Cannes dall'8 al 20 maggio 1985.
La giuria presieduta dal regista ceco Miloš Forman ha assegnato la Palma d'oro per il miglior film a Papà è in viaggio d'affari di Emir Kusturica.

## Selezione ufficiale

### Concorso
- Il bacio della donna ragno (Kiss of the Spider Woman), regia di Héctor Babenco (Brasile/USA)
- Dietro la maschera (Mask), regia di Peter Bogdanovich (USA)
- Una morte di troppo (Poulet au vinaigre), regia di Claude Chabrol (Francia)
- Adieu Bonaparte, regia di Youssef Chahine (Egitto/Francia)
- Il cavaliere pallido (Pale Rider), regia di Clint Eastwood (USA)
- Detective (Détective), regia di Jean-Luc Godard (Francia/Svizzera)
- Joshua Then and Now, regia di Ted Kotcheff (Canada)
- Papà è in viaggio d'affari (Otac na sluzbenom putu), regia di Emir Kusturica (Jugoslavia)
- Bliss, regia di Ray Lawrence (Australia)
- Coca Cola Kid (The Coca-Cola Kid), regia di Dušan Makavejev (Australia)
- Le due vite di Mattia Pascal, regia di Mario Monicelli (Italia/Francia/Germania/Spagna/Gran Bretagna)
- Birdy - Le ali della libertà (Birdy), regia di Alan Parker (USA)
- La storia ufficiale (La historia oficial), regia di Luis Puenzo (Argentina)
- Derborence, regia di Francis Reusser (Svizzera/Francia)
- Scemo di guerra, regia di Dino Risi (Italia/Francia)
- La signora in bianco (Insignificance), regia di Nicolas Roeg (Gran Bretagna)
- Mishima - Una vita in quattro capitoli (Mishima: A Life in Four Chapters), regia di Paul Schrader (USA)
- Il colonnello Redl (Oberst Redl), regia di István Szabó (Ungheria/Austria/Germania)
- Rendez-vous, regia di André Téchiné (Francia)
- Saraba hakobune, regia di Shūji Terayama (Giappone)

### Fuori concorso
- La rosa purpurea del Cairo (The Purple Rose of Cairo), regia di Woody Allen (USA)
- La foresta di smeraldo (The Emerald Forest), regia di John Boorman (Gran Bretagna)
- Le soulier de satin, regia di Manoel de Oliveira (Francia/Portogallo/Germania/Svizzera)
- Night Magic, regia di Lewis Furey (Canada/Francia)
- Steaming - Al bagno turco (Steaming), regia di Joseph Losey (Gran Bretagna)
- La storia di Glenn Miller (The Glenn Miller Story), regia di Anthony Mann (USA)
- La notte (Die nacht), regia di Hans Jürgen Syberberg (Germania)
- Jumping, regia di Osamu Tezuka (Canada/Giappone)
- Witness - Il testimone (Witness), regia di Peter Weir (USA)

### Un Certain Regard
- Milyy, dorogoy, lyubimyy, edinstvennyy..., regia di Dinara Asanova (Unione Sovietica)
- Le thé au harem d'Archimède, regia di Mehdi Charef (Francia)
- Il diavolo sulle colline, regia di Vittorio Cottafavi (Italia)
- Une femme en Afrique, regia di Raymond Depardon (Francia)
- Il segreto di Alexina (Le mystère Alexina), regia di René Féret (Francia)
- Ad Sof Halaylah, regia di Eitan Green (Israele)
- Das Mal des Todes, regia di Peter Handke (Austria)
- Dediscina, regia di Matjaž Klopčič (Jugoslavia)
- A.K., regia di Chris Marker (Francia/Giappone)
- Monsieur de Pourceaugnac, regia di Michel Mitrani (Francia)
- Pranzo reale (A Private Function), regia di Malcolm Mowbray (Gran Bretagna)
- Une nuit de glace, regia di Que Wen (Cina)
- Scandalo borghese (Padre nuestro), regia di Francisco Regueiro (Spagna)
- Oriana, regia di Fina Torres (Venezuela/Francia)
- Tokyo-Ga, regia di Wim Wenders (USA/Germania)
- Latino, regia di Haskell Wexler (USA)
- Himatsuri, regia di Mitsuo Yanagimachi (Giappone)

## Settimana internazionale della critica
- Le temps détruit, regia di Pierre Beuchot (Francia)
- Kletka dlya kanareek, regia di Pavel Chukhraj (Unione Sovietica)
- Fucha, regia di Michal Dudziewicz (Polonia)
- The Color of Blood, regia di Bill Duke (USA)
- Visi di donne (Visages de femmes), regia di Désiré Ecaré (Francia/Costa d'Avorio)
- A marvada carne, regia di André Klotzel (Brasile)
- Vertiges, regia di Christine Laurent (Francia)
- Kolp, regia di Roland Suso Richter (Germania)

## Quinzaine des Réalisateurs
- Impiegati, regia di Pupi Avati (Italia)
- Les anges, regia di Ridha Behi (Tunisia/Kuwait)
- Al hob fawk habadet al haram, regia di Atef E-Taieb (Egitto)
- La notte più bella (La noche más hermosa), regia di Manuel Gutiérrez Aragón (Spagna)
- Da Capo, regia di Pirjo Honkasalo e Pekka Lehto (Finlandia/Svezia)
- Crossover Dreams, regia di Leon Ichaso (USA)
- Ososhiki, regia di Itami Juzo (Giappone)
- Lieber Karl, regia di Maria Knilli (Germania/Austria)
- Megfelelo ember kenyes feladatra, regia di János Kovácsi (Ungheria)
- La ciudad y los perros, regia di Francisco J. Lombardi (Perù)
- The Innocent, regia di John Mackenzie (Gran Bretagna)
- Ballando con uno sconosciuto (Dance with a Stranger), regia di Mike Newell (Gran Bretagna)
- A Flash of Green, regia di Víctor Núñez (USA)
- Gazl el Banat, regia di Jocelyn Saab (Libano/Francia/Canada/Argentina)
- Cercasi Susan disperatamente (Desperatly Seeking Susan), regia di Susan Seidelman (USA)
- Le montagne blu (Tsisperi mtebi anu daujerebeli ambavi), regia di Eldar Shengelaya (Unione Sovietica)
- O erotas tou Odyssea, regia di Vasilis Vafeas (Grecia)
- Dim Sum: A Little Bit of Heart, regia di Wayne Wang (USA)

## Giurie

### Concorso
- Miloš Forman, regista - presidente (Cecoslovacchia)
- Néstor Almendros, direttore della fotografia (Argentina)
- Jorge Amado, scrittore (Brasile)
- Mauro Bolognini, regista (Italia)
- Claude Imbert, giornalista (Francia)
- Sarah Miles, attrice (Gran Bretagna)
- Michel Perez, critico (Francia)
- Moses Rothmann, produttore (USA)
- Francis Veber, regista (Francia)
- Edwin Zbonek, rappresentante della Cinémathèque (Austria)

### Caméra d'or
- Lorenzo Codelli, giornalista (Italia)
- Peter Cowie, giornalista (Gran Bretagna)
- Bernard Jubard (Francia)
- Joel Magny, critico (Francia)
- Bertrand Van Effenterre, regista (Francia)
- Jose Vieira Marques, cinefilo (Portogallo)

## Palmarès
- Palma d'oro: Papà è in viaggio d'affari (Otac na sluzbenom putu), regia di Emir Kusturica (Jugoslavia)
- Grand Prix Speciale della Giuria: Birdy - Le ali della libertà (Birdy), regia di Alan Parker (USA)
- Premio della giuria: Il colonnello Redl (Oberst Redl), regia di István Szabó (Ungheria/Austria/Germania)
- Prix d'interprétation féminine: Norma Aleandro - La storia ufficiale (La historia oficial), regia di Luis Puenzo (Argentina) ex aequo Cher - Dietro la maschera (Mask), regia di Peter Bogdanovich (USA)
- Prix d'interprétation masculine: William Hurt - Il bacio della donna ragno (Kiss of the Spider Woman), regia di Héctor Babenco (Brasile/USA)
- Prix de la mise en scène: André Téchiné - Rendez-vous (Francia)
- Premio per il contributo artistico: John Bailey (direttore della fotografia), Eiko Ishioka (scenografa/costumista), Philip Glass (compositore) - Mishima - Una vita in quattro capitoli (Mishima: A Life in Four Chapters), regia di Paul Schrader (USA)
- Grand Prix tecnico: La signora in bianco (Insignificance), regia di Nicolas Roeg (Gran Bretagna)
- Caméra d'or: Oriana, regia di Fina Torres (Venezuela/Francia)
- Premio FIPRESCI: Papà è in viaggio d'affari (Otac na sluzbenom putu), regia di Emir Kusturica (Jugoslavia) ex aequo La rosa purpurea del Cairo (The Purple Rose of Cairo), regia di Woody Allen (USA) ex aequo Visi di donne (Visages de femmes), regia di Désiré Ecaré (Francia/Costa d'Avorio)
- Premio della giuria ecumenica: La storia ufficiale (La historia oficial), regia di Luis Puenzo (Argentina)